# Ryan Star
Ryan Star Kulchinsky (7 de enero de 1978) es un Cantautor, músico, director ejecutivo y cofundador estadounidense de Stationhead y Pop Titans de Long Island, Nueva York. También participó en el reality de televisión Rock Star: Supernova de CBS.

## Biografía
Ryan Star nació en Huntington en Long Island, y creció cerca de Dix Hills. Tenía 14 años cuando formó su primera banda llamada Stage. Publicaron cuatro EP - "Black" en 1997, "Blue" en 1999, "White" en 2000 y "The Final" en 2004, y en 1995 el álbum de estudio "Historical Underdosing" y el álbum del mismo nombre en Maverick Records en 2002. Mientras seguía en la secundaria, la banda tocó en CBGB y en Mercury Lounge. Cuando la banda se separó, Star se convirtió en solista y produjo independientemente su álbum debut Songs from the Eye of an Elephant en Stone Crow Records en 2005, algunas canciones de Stage fueron regrabadas para el álbum (Perfect, Perfect Time Of Night (Back Of Your Car), "O", Sink Or Swim).
Star participó en la segunda temporada del reality de CBS Rock Star. La banda de Tommy Lee Supernova estaba buscando un vocalista principal para liderar el Supergrupo. En el show, Ryan consistentemente mostró sus diversos estilos desde la melodía moviéndose del piano al rock, y fue apodado Ryan "The Darkhorse" Star por el comentarista Dave Navarro. Fue finalmente eliminado, y días después, Mark Burnett, el productor del show, arreglo para que Ryan y la banda del show grabaran un álbum en vivo, para ayudar a Ryan a impulsar su carrera. El regreso al show en la semana 11 con la ayuda de sus fanes a través de votos en SMS, para realizar una presentación de "Back of Your Car", y fue premiado con un Honda CR-V.
Atlantic Records publicó Last Train Home EP el 16 de junio de 2009, de cuatro canciones a aparecer en el álbum de Star. El primer álbum de Star desde Rockstar: Supernova, titulado 11:59, fue publicado el 3 de agosto de 2010 con una presentación agotada en la famosa Irving Plaza en Nueva York.
VH-1 entrevisto a Ryan en VH-1 Top 20, donde habló de los efectos positivos del video para su canción "Breathe" la cual enfatizo a 18 personas desempleadas en varias ocupaciones en el sitio web de Ryan breathe4jobs.com para permitir a potenciales empleadores contactar con esos que aparecieron en el video. Una de las personas en el video encontró trabajo debido al video.
Su canción "Brand New Day", se presentó como el tema principal de la serie de Fox Lie to Me, consiguiéndole un BMI TV Music Award en mayo de 2009.
Star se unió a David Cook en "The Declaration Tour - 2009". Canto "In Your Eyes" de Peter Gabriel junto a los Backstreet Boys en el show en Napa, CA en abril de 2010. El 5 de diciembre de 2010, se presentó en la "96.9 Wink FM Almost Acoustic Christmas Concert" en Fort Myers (Florida). Se presentó junto a Sara Bareilles, Michael Franti, Boyce Avenue y Christina Perri. Unos días luego, el 12 de diciembre de 2010, se presentó en Albuquerque, New Mexico en la "100.3 The Peak's Acoustic Christmas".
Actualmente está abriendo para los Goo Goo Dolls durante la gira de octubre-noviembre de 2011 "stretch of their Something for the Rest of Us".
En 2018 dejó atrás cuatro contratos con importantes sellos discográficos para crear Stationhead.

## Discografía

### Álbumes de estudio
| Año                                                         | Álbum                                               | Posición en las listas de popularidad | Posición en las listas de popularidad | Posición en las listas de popularidad |
| Año                                                         | Álbum                                               | US Heat                               | US                                    | US Rock                               |
| ----------------------------------------------------------- | --------------------------------------------------- | ------------------------------------- | ------------------------------------- | ------------------------------------- |
| 2005                                                        | Songs from the Eye of an Elephant - Publicado: 2005 | —                                     | —                                     | —                                     |
| 2006                                                        | Dark Horse – A Live Collection - Publicado: 2006    | —                                     | —                                     | —                                     |
| 2009                                                        | Last Train Home EP - Publicado: 2009                | 42                                    | —                                     | —                                     |
| 2010                                                        | 11:59 - Publicado: 3 de agosto de 2010              | —                                     | 31                                    | 10                                    |
| 2012                                                        | The America EP - Publicado: 2012                    | —                                     | —                                     | —                                     |
| 2014                                                        | ANGELS + ANIMALS - Publicado: 2014                  | —                                     | —                                     | —                                     |
| "—" denota que el álbum no entró a la lista de popularidad. |                                                     |                                       |                                       |                                       |

### Videos musicales
| Año  | Video             | Álbum              |
| ---- | ----------------- | ------------------ |
| 2009 | "Last Train Home" | Last Train Home EP |
| 2009 | "Right Now"       | Last Train Home EP |
| 2009 | "Breathe"         | 11:59              |
| 2010 | "Start a Fire"    | 11:59              |

### Otras apariciones
Estas son canciones incluidas en álbumes que no son álbumes de estudio de Star.
| Año  | Canción           | Álbum                      |
| ---- | ----------------- | -------------------------- |
| 2007 | "Last Train Home" | P.S. I Love You Soundtrack |
| 2009 | "Brand New Day"   | Lie to Me Soundtrack       |

El 3 de diciembre de 2010, Ryan Star se presentó para la 101.9 FM Miracle en la calle State en Chicago Illinois, junto a Ingrid Michaelson, y Maroon 5.

## Canciones en otros medios
| Año  | Título                                | Tipo                                                        | Canción                  |
| ---- | ------------------------------------- | ----------------------------------------------------------- | ------------------------ |
| 2008 | Survivor Series (2008)                | TV pay-per-view special theme song                          | "This Could Be The Year" |
| 2009 | CCTV5 News Show: Total Soccer         | TV new program closing credits                              | "Brand New Day"          |
| 2009 | Lie to Me                             | TV series theme song                                        | "Brand New Day"          |
| 2009 | Major League Baseball                 | TV sports program: 2009 Playoffs                            | "Breathe"                |
| 2009 | One Life To Live                      | TV series episode: "No One Ever Said It Would Be This Hard" | "We Might Fall"          |
| 2009 | The Philanthropist                    | TV series promos                                            | "Right Now"              |
| 2010 | All My Children                       | Episode airing 7/28/2010                                    | "Breathe"                |
| 2010 | The Biggest Loser: Pay It Forward     | TV series: Week 10                                          | "Breathe"                |
| 2011 | The Vampire Diaries                   | Episode 2-13 "Daddy Issues" airing 2/03/2011                | "Losing Your Memory"     |
| 2011 | The Amazing Race: Unfinished Business | TV series promos                                            | "This Could Be The Year" |